# Stat Quo
Stat Quo, właściwie Stanley Benton (ur. 24 lipca 1978 w Atlancie w stanie Georgia) – amerykański raper.
Urodził się w dość biednej rodzinie w Atlancie (Georgia), gdzie również spędził swoje dzieciństwo. W wieku 12 lat zaczął rapować. Gdy miał 17 lat ukończył szkołę średnią i zapisał się do wyższej szkoły "University of Floryda". Po ukończeniu studiów podpisał kontrakt z wytwórnią "Def Jam South Records".
W 2003 roku współpracował z wytwórnią Aftermath Entertainment. Jej właścicielem jest Dr. Dre, z którym Stat Quo nagrał parę utworów. Dzięki tej współpracy w grudniu tego samego roku został przyjęty do Shady Records. W wytwórni Eminema współpracował nie tylko z samym właścicielem, ale również z innymi członkami: 50 Centem i Obie Trice'em. W 2005 roku nagrał teledysk "Like Dat", który promuje jego płytę "Statlanta". Również w tym samym roku występował u boku Marshalla i 50 Centa podczas trasy koncertowej Anger Management. Jego rymy można usłyszeć na płycie "Eminem Presents The Re-Up" wydanej w 2006 roku przez Shady Records.

## Dyskografia

### Albumy studyjne
- Smokin Mirrors (21 kwietnia, 2009) (wydanie niezależne)

1. "Intro"
2. "Swaggin On The Beat"
3. "I Like That"
4. "Barack (skit)"
5. "Badman"
6. "Push Me Away"
7. "Get High"
8. "Pain Goes On"
9. "Real Talk"
10. "The Mirror in Me"
11. "Mary Jane"
12. "In The Ghetto"

- Great Depression (20 października, 2009; Gracie Records; nr. kat. 30509)[1]:

1. "Intro" (00:35)
2. "Almost Home" (02:50)
3. "In California" (03:04)
4. "Stylin" (02:25)
5. "The Wind" (03:36)
6. "Thats Me" (04:26)
7. "The Sun" (03:17)
8. "Pull" (00:30)
9. "Suckmadick" (03:10)
10. "Soul Clap" (02:27)
11. "How It Goes" (02:36)
12. "Ballout" (01:37)
13. "Goham" (03:19)
14. "One & Only Son" (02:37)
15. "In God We Trust" (04:18)
16. "Plenty Tears" (04:27)

- Statlanta (13 lipca, 2010[2]; Dream Big Ventures Records)

1. "The Begining" (3:13)
2. "Welcome Back" (feat. Marsha Ambrosius) (4:39)
3. "Ghetto U.S.A." (feat. Antonio McLendon) (3:22)
4. "Dedicated" (3:33)
5. "Success (Back To U)" (3:37)
6. "Catch Me" (3:38)
7. "Cry" (feat. Brevi) (3:40)
8. "Space Ship" (feat. Esthero) (3:42)
9. "Lie To You" (feat. Raheem DeVaughn & Devin The Dude) (4:14)
10. "Alright" (feat. Talib Kweli) (5:02)
11. "What I Like" (3:40)
12. "Penthouse Condo" (3:47)

### Single
- "Like Dat"
- "Problems"
- "Rock da Party"
- "The Best"
- "Billion Bucks"
- "Here We Go"
- "Tryin Ta Win"
- "By My Side"
- "Get Low"
- "Success (Back to U)"